# Sandford, Devon
Sandford är en ort och civil parish i Storbritannien.   Den ligger i grevskapet Devon och riksdelen England, i den södra delen av landet, 260 km väster om huvudstaden London. Sandford ligger 132 meter över havet och antalet invånare är 641.
Terrängen runt Sandford är platt. Runt Sandford är det ganska tätbefolkat, med 185 invånare per kvadratkilometer. Närmaste större samhälle är Exeter, 14,2 km sydost om Sandford. Trakten runt Sandford består till största delen av jordbruksmark.